# Marta Jonville
Marta Jonville, née le 22 août 1969 à Rueil-Malmaison, est une artiste visuelle et curatrice française. Elle a pratiqué notamment la performance, la photographie, la peinture et la vidéo et s’est peu à peu dirigée vers des projets qui prennent la forme de sculpture sociale (Mécanismes pour une entente).

## Biographie

### Formation
Marta Jonville termine sa scolarité secondaire par un bac avec option artistique (A3 lettres-arts) avant de faire ses études à l'École nationale supérieure d'art de Limoges, où elle obtient un diplôme national supérieur d’expression artistique (DNSEP) et un diplôme national d’art plastique. Elle a également obtenu un DEUST « Administration des entreprises culturelles » à l'université de Limoges. Elle intègre en 2017 le master d'expérimentation en arts politiques créé par Bruno Latour à Sciences-Po Paris

### Parcours
Elle est une des initiatrices en 1999 à Bordeaux du collectif « les Post-Modèles », qui regroupe de « furieuses performeuses féministes ».
À partir de 2000, elle développe une pratique de la performance dans l'espace public avec les collectifs Zebra3 et Bruit du Frigo (installations, body-art, vidéo, holographie). Ils imaginent ensemble la Fabrique Pola.
En 2007, elle participe à la mise en place de PointBarre Asso, à l’issue d’une action volontariste du Conseil général de la Gironde.
À partir de 2008, elle enchaîne les projets et les lieux de résidence : Slovaquie (pays de naissance de sa mère), Pologne, Belgique, Hongrie, Pays basque, etc. Ils ont en commun des problématiques liées à la question du collectif, du politique, de la connexion entre l’artiste et la société, et de l’éducation artistique.
Marta Jonville intervient également dans des écoles de tout niveau : (École d'enseignement supérieur d'art de Bordeaux, Académie des beaux-arts Jan Matejko de Cracovie, Faculté des beaux-arts de Košice (sk), École supérieure d’art des Pyrénées, lycées et collèges).
En 2019 elle devient directrice de la Cuisine, centre d’art et de design de Nègrepelisse.

## Projets menés et expositions

### Expositions
- 2013 : Utopia, wyspa, ręka i głos, Mieszkancy Galeria-Sobieskiego 24/11, Cracovie
- 2012 : Patience, Attentes, Déplacements, exposition de photographie, Le Caillou du Jardin Botanique, Bordeaux[15]
- 2010 : Exposition de photographie de performances, Not Quite, Fengersfors, Suède[16]
- 2009 : Exposition dans le cadre de « L’art est ouvert », centre culturel de Ribérac[17]
- 2009 : Exposition de photos « Zostaviť komentár... upraviť », Galerie Nova, Košice, Slovaquie[18]
- 2007 : Une œuvre grise mais gaie, Un an, un artiste, une œuvre, Lycée Le Mirail, Bordeaux,
- 2006 : Le XXIe siècle commence maintenant, La Vitrine, Limoges[19]
- 2005 : Sus à la perfection, soirée approximative, participative, performative et militante, ALaPlage, Toulouse
- 2004 : Sus à la perfection, soirée approximative, participative, performative et militante. TNT, Bordeaux

### Commissariats
2022 
- Fumaisons, Frugale Studio, résidence, exposition
- Ma petite cuisine, Lucie Bayens, résidence, exposition
- Elles Aveyronnent [archive], Anne-Sophie Milon, Veronica Calvo, Tomas Matauko, Benoit Verjat, Marion Albert, Antoine Devillet, Jan Zalasiewicz, Jérôme Gaillardet résidence

2021 : 
- Ethersection[20], Philippe Charles, La cuisine centre d'art et de design, 2021
- Vestige, Debora Incorvaia, Festival du livre gourmand, Périgueux, 2021
- Guerre et Paix du Vivant[21], Diane Trouillet, La cuisine centre d'art et de design, 2021
- Le cours de l'eau, la cour et l'eau[22], Architecture et Paysages à La cuisine 2021, en collaboration avec Joanne, Pouzenc, Alexander Romer et Matthieu Duperrex

2020
- On mange quoi ce soir en 2060, Collectif La Zone, Sharon Alfassi, Seumboy Vrainom:€, François Cam
- Supermâle et autres Tétralogies marines, Stéphanie Sagot
- Aux Arbres ! Exposition collective, Le Nouveau Ministère de l'Agriculture & le collectif Les Trames
- Nos Cabanes[23], Journée Nationales de l'architecture 2021, en collaboration avec Franck Boyer

2014
- Des Ensembles »  Commissariat en collaboration avec Tomas Matauko et Łukasz Białkowski, Polarium, Fabrique Pola

2013
- Deadline – Bakelit MAC / Budapest
- Mechanizmy Porozumiewania –  MOS // Cracovie

2010
- Feedback, TNT, Bordeaux / Tabaska Kulturfabrik / Kosice Slovakia,

2006
Barbara une hache dans un cœur, L’oeil de poisson, Québec

Mécanismes pour une entente

### Direction artistique
- Conception et réalisation de Barbara, une Hache dans un Cœur résidence itinérante au Québec. ce projet a été conçu et développé en étroite collaboration avec l'Œil de Poisson, l'Atelier Presse Papier (Trois-Rivières) et Quartier éphémère (Montréal). Le projet est soutenu par le ministère des Relations internationales du Québec et le ministère français des Affaires étrangères, ainsi que par l’AFAA, la Ville de Bordeaux, la DRAC Aquitaine, la Ville de Toulouse, l’OFQJ et l’Entente sur le développement culturel Ville de Québec/ministère de la Culture et des Communications[24].

- Conception et réalisation de Feedback : échanges entre Košice (Slovaquie) et Bordeaux[25]
  - Résidences pour quatre artistes à Košice / eddie Ladoire, Jean-Paul Labro, Coralie Ruiz et Nicolas Maigret
  - Échange d'étudiants slovaques et français en Erasmus entre Bordeaux et Košice
  - Artistes de Košice en résidence à Bordeaux
  - Plateforme artistique au TNT fin de Feedback. Tous les artistes, étudiants, enseignants qui se sont croisés où qui ont partagé des moments entre Bordeaux et Košice se retrouvent pour un workshop pendant 90 jours au TNT Manufacture de chaussure et participent à une présentation publique de 24 heures non-stop[26].
- Conception et réalisation de Mécanismes pour une entente projet international dirigé avec Tomas Matauko basé à Cracovie (2012-2014)[27], bénéficiant notamment du soutien de la ville de Bordeaux, du conseil général de la Gironde, de la région Aquitaine, de l'École des beaux-arts de Bordeaux[28], de l'Académie des beaux-arts de Cracovie[29], du Małopolski Ogród Sztuki w Krakowie (pl)[30] et de l'Institut français[31], ainsi que de divers partenariats à Bucarest, Cluj, Budapest, Košice et Plaveč.
- Marta Jonville prépare en 2016 la mise en place à partir de 2017, dans le cadre de l'association Lunik qu'elle anime, d'un nouveau projet intitulé « L’École qui marche », qui se veut une sculpture sociale à la croisée de la performance et de la pédagogie. Le fil conducteur suit plusieurs marches militantes qui se sont déroulées depuis le 20e siècle dans divers pays d'Europe, comme les marches anti-nucléaires au Pays Basque (de Bayonne à Lemoiz, de 1974 à 1990), la marche des partisans yougoslaves en 1941, les traversées clandestines du Rideau de fer durant la guerre froide et plus récemment, la marche des migrants syriens en Grèce[32].
- La cuisine Centre d'art et de design, triennale Réconciliation[33].

## Récompenses
Marta Jonville est lauréate en 2009 du prix d'art contemporain opline.